# Mykola Sjaparenko
Mykola Sjaparenko (Oekraïens: Микола Володимирович Шапаренко) (Oblast Donetsk, 4 oktober 1998) is een Oekraïens voetballer die doorgaans als centrale middenvelder speelt. Hij tekende in 2015 bij Dynamo Kiev. Sjaparenko debuteerde in 2018 in het Oekraïens voetbalelftal.

## Clubcarrière
Sjaparenko debuteerde op 5 april 2015 in de Oekraïense competitie tegen Sjachtar Donetsk. Twee maanden later trok hij transfervrij naar Dynamo Kiev. Op 18 november 2017 debuteerde de middenvelder voor zijn nieuwe club tegen Zirka Kropyvnytsky. In zijn debuutjaar scoorde hij één doelpunt in veertien competitieduels.

## Interlandcarrière
Sjaparenko debuteerde op 31 mei 2018 in het Oekraïens voetbalelftal, in een oefeninterland tegen Marokko. Hij werd in mei 2024 door bondscoach Serhij Rebrov opgenomen in de Oekraïense selectie voor het EK 2024 in Duitsland. Oekraïne werd in de groepsfase uitgeschakeld na een nederlaag tegen Roemenië (3–0), een overwinning tegen Slowakije (1–2) en een gelijkspel tegen België (0–0). Sjaparenko kwam in iedere wedstrijd in actie.